# 324

## Събития
- Милански едикт

През 324 г. след победите на Константин срещу Лициний при Одрин, Босфора и на азиатстия му бряг при дн. Юскудар (Chrysopolis), на 18 септември 324 г. той се утвърждава като единствен император. Константин I Велики обявява християнството за официална държавна религия на Империята и решава да премести столицата от езическия Рим в нов град, който той ще построи на Босфора – Константинопол. Започват мерки по налагането и масовизирането на новата вяра.